# Dave's Picks Volume 3
Dave's Picks Volume 3 je třetí část série koncertní alb Dave's Picks skupiny Grateful Dead. Jedná se o koncertní dvojalbum, nahrané 22. října 1971 v Auditorium Theatre v Chicagu ve státě Illinois. Obsahuje rovněž bonusový disk nahraný 21. října 1971 na témže místě. Album vyšlo 1. srpna 2012. Album vyšlo v omezeném počtu 12 000 výlisků.

## Seznam skladeb
| Disk 1 | Disk 1                   | Disk 1                    | Disk 1 |
| Pořadí | Název                    | Autor                     | Délka  |
| ------ | ------------------------ | ------------------------- | ------ |
| 1.     | Bertha                   | (Garcia, Hunter           |        |
| 2.     | Me and My Uncle          | Phillips                  |        |
| 3.     | Tennessee Jed            | Garcia, Hunter            |        |
| 4.     | Jack Straw               | Weir, Hunter              |        |
| 5.     | Loser                    | Garcia, Hunter            |        |
| 6.     | Playing in the Band      | Weir, Hart, Hunter        |        |
| 7.     | Sugaree                  | Garcia, Hunter            |        |
| 8.     | Beat It On Down the Line | Fuller                    |        |
| 9.     | Black Peter              | Garcia, Hunter            |        |
| 10.    | Mexicali Blues           | Weir, Barlow              |        |
| 11.    | Cold Rain and Snow       | trad., arr. Grateful Dead |        |
| 12.    | Me and Bobby McGee       | Kristofferson             |        |

| Disk 2 | Disk 2                                                                                              | Disk 2                        | Disk 2 |
| Pořadí | Název                                                                                               | Autor                         | Délka  |
| ------ | --------------------------------------------------------------------------------------------------- | ----------------------------- | ------ |
| 1.     | Comes a Time                                                                                        | Garcia, Hunter                |        |
| 2.     | One More Saturday Night                                                                             | Weir                          |        |
| 3.     | Ramble On Rose                                                                                      | Garcia, Hunter                |        |
| 4.     | Cumberland Blues                                                                                    | Garcia, Lesh, Hunter          |        |
| 5.     | That's It for the Other One“ „Cryptical Envelopment“ „Drums“ „The Other One“ „Cryptical Envelopment | Garcia Kreutzmann Weir Garcia |        |
| 6.     | Deal                                                                                                | Garcia, Hunter                |        |
| 7.     | Sugar Magnolia                                                                                      | Weir, Hunter                  |        |
| 8.     | Casey Jones                                                                                         | Garcia, Hunter                |        |
| 9.     | Johnny B. Goode                                                                                     | Berry                         |        |

| Bonusový disk | Bonusový disk               | Bonusový disk                                    | Bonusový disk |
| Pořadí        | Název                       | Autor                                            | Délka         |
| ------------- | --------------------------- | ------------------------------------------------ | ------------- |
| 1.            | Truckin'                    | Garcia, Lesh, Weir, Hunter                       |               |
| 2.            | Big Railroad Blues          | Lewis                                            |               |
| 3.            | The Frozen Logger           | Stevens, Haglund                                 |               |
| 4.            | Dark Star                   | Garcia, Godchaux, Kreutzmann, Lesh, Weir, Hunter |               |
| 5.            | Sittin' on Top of the World | Jacobs, Carter                                   |               |
| 6.            | Dark Star                   | Garcia, Godchaux, Kreutzmann, Lesh, Weir, Hunter |               |
| 7.            | Me and Bobby McGee          | Kristofferson                                    |               |
| 8.            | Brown-Eyed Women            | Garcia, Hunter                                   |               |
| 9.            | St. Stephen                 | Garcia, Lesh, Hunter                             |               |
| 10.           | Johnny B. Goode             | Berry                                            |               |

## Obsazení
- Jerry Garcia – sólová kytara, zpěv
- Phil Lesh – basová kytara, zpěv
- Bob Weir – rytmická kytara, zpěv
- Keith Godchaux – klávesy, zpěv
- Bill Kreutzmann – bicí